# Siegelberg
Siegelberg je naselje občine Dole na Zilji v okraju Šmohor na Koroškem v Avstriji.